# Mashq

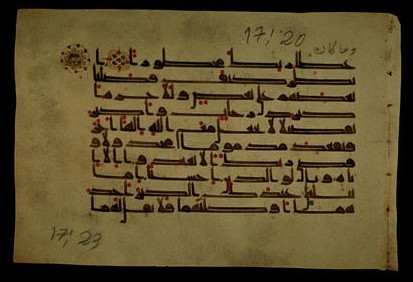
Manuscrit coranique - Al-Isra

Le mashq (arabe : مشق (mashq)) est une technique de calligraphie arabe.
Le mot mashq peut avoir plusieurs significations,.

## Style d'écriture
À ses origines, le mashq se rapproche du koufique. Une origine commune est donc probable. 
Il est considéré comme un des plus anciens styles calligraphiques, et semble utilisé exclusivement pour le Coran ou des textes religieux. Il s'inscrit dans la pratique commune de créer une écriture particulière pour l'écriture des textes sacrés. 
En arabe,مَشْقٌ (mashq) est le nom d'action de مَشَقَ (mashaqa), signifiant « l'étirement ».
En tant que style d'écriture, le terme désigne ici l'étirement horizontal que subit le squelette (rasm) de certaines lettres.
L'écriture est caractérisé par une élongation horizontale des lettres, :د et ك (qui ont le même tracé en coufique), ك, ص et ى (en position finale, se traduisant par un trait horizontal, ou dans sa variante où il se replie vers la droite sous le mot).
Cet étirement des lettres ne doit pas être confondu avec celui de la kashida, où c'est la liaison entre lettres qui est étirée.

## Calligraphie

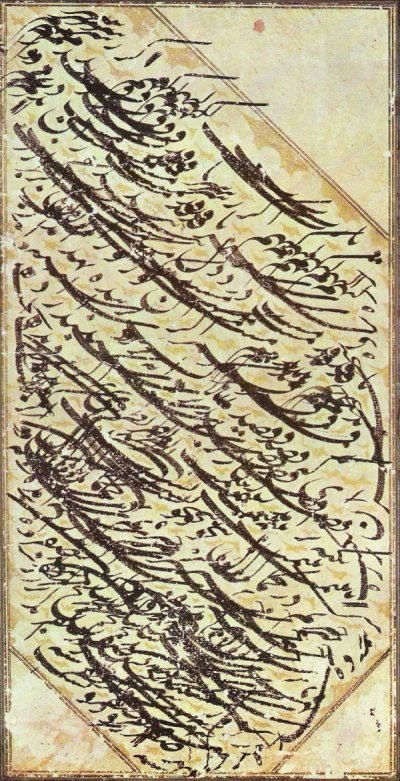
Exemple de siah mashq : exercice de calligraphie

Déroche considère que le mashq a été mal interprété. Pour lui, il s'agit d'une technique applicable à tous les styles et non un style en lui même.
En particulier, le terme peut également s'appliquer à une écriture étirant verticalement certaines lettres ayant une hampe.
D'autre part, le verbe مَشَقَ (mashaqa) signifie également « tracer des lignes d'écriture » pour se former la main, ou pour apprendre à écrire, et « faire quelque chose rapidement et répétitivement ».ç
Dans ce sens, une page de mashq peut désigner une page d'écriture ou les lettres sont répétées par le calligraphe, de manière à acquérir une fluidité et un automatisme suffisants dans leur tracé.